# Creaphis
Creaphis – wymarły rodzaj owadów z rzędu pluskwiaków i infrarzędu mszyc. Jedyny z monotypowej rodziny Creaphididae. Obejmuje tylko gatunek C. theodora.

## Taksonomia
Rodzaj i gatunek typowy opisane zostały w 1991 roku przez Dimitrija Szczerbakowa i Piotra Węgierka na łamach „Psyche”. Opisu dokonano na podstawie pojedynczej skamieniałości odnalezionej w formacji Madygen, w Dzhailoucho, na terenie obecnego obwodu oszyńskiego w Kirgistanie. Datowana jest ona na karnik w triasie.
Szerbakow i Węgierek umieścili go w monotypowej rodzinie Creaphididae. W 2010 roku Szczerbakow podzielił tę rodzinę na trzy monotypowe podrodziny: Creaphidinae, Leaphidinae i Triassoaphidinae, jednak w 2011 roku Jacek Szwedo i André Nel wynieśli pierwszą do rangi odrębnej rodziny Leaphididae, a drugiej przywrócili status takowej (Triassoaphididae), w związku z czym Creaphididae znów stały się monotypowe. Inną klasyfikację stosują autorzy bazy Aphid Species File wyróżniając w obrębie Creaphididae podrodziny Leaphidinae i Creaphidinae, natomiast pozostawiając status odrębnej rodziny w przypadku Triassoaphididae.

## Morfologia
Owad znany tylko z przedniego skrzydła o długości 3 mm i szerokości 1,1 mm. Jego krawędź przednia była u nasady łukowato zakrzywiona, a dalej prosta. Pterostygma miała kształt silnie wydłużony i zwężający się ku szczytowi, o prostej krawędzi tylnej i swym czubkiem sięgała wierzchołkowego brzegu skrzydła. Żyłka subkostalna wykształcona była w postaci głębokiej bruzdy, biegnącej równolegle do wspólnego pnia żyłek radialnej i medialnej (R+M), a dalej słabła, by na wysokości nasady sektora radialnego odbić po skosie ku brzegowi skrzydła. Pień R+M był bardzo gruby i wyrastał z bulwiasto nabrzmiałej nasady skrzydła. Sektor radialny (RS), opisywany też jako tylna żyłka radialna (RP), odchodził od wspólnego pnia tuż przy nasadzie pterostygmy i był bardzo długi, w nasadowym odcinku zakrzywiony, ale dalej prosty. Pień przedniej żyłki kubitalnej (CuA) był znacznie krótszy i grubszy niż pień żyłki medialnej (M). Żyłka medialna rozdzielała się na gałęzie M1+2 i M3+4, a ta pierwsza następnie rozwidlała się na gałęzie M1 i M2.